# North to Alaska
North to Alaska is een Amerikaanse filmkomedie uit 1960 onder regie van Henry Hathaway.

## Verhaal
Sam McCord en George Pratt hebben goud gevonden in Alaska. George stuurt Sam naar Seattle om zijn verloofde mee te brengen. Zij is intussen al getrouwd en Sam komt terug met Angel, die als troost moet dienen voor George. Op weg naar alles bloeit er echter iets op en wanneer ze aankomen bij George, gaat er van alles verkeerd.

## Rolverdeling
| Acteur             | Personage          |
| ------------------ | ------------------ |
| John Wayne         | Sam McCord         |
| Stewart Granger    | George Pratt       |
| Ernie Kovacs       | Frankie Canon      |
| Fabian             | Billy Pratt        |
| Capucine           | Angel              |
| Mickey Shaughnessy | Peter Boggs        |
| Karl Swenson       | Lars Nordquist     |
| Joe Sawyer         | Regeringsambtenaar |
| Kathleen Freeman   | Lena Nordquist     |
| John Qualen        | Logger             |
| Stanley Adams      | Breezy             |